# Kalobje
Kalobje je gručasto središčno naselje v Občini Šentjur. Nahaja se v severnem delu Vzhodnega Posavskega hribovja na vrhu kopastega hriba, južno od Šentjurja. S hriba se odpira razgled na vzhodni del Celjske kotline in del Posavskega hribovja. Proti severu se svet strmo spušča v dolino potoka Kozarice. K naselju spada zaselek Jezerje. Kalobje se prvič omenja leta 1278.
V naselju stoji župnijska cerkev imena Marijinega, ki je cilj številnih romarskih poti, osnovna šola, gasilski dom, pokopališče, zeliščna kmetija Kalan.
Kraj je znan po slovitem Kalobškem rokopisu, najznamenitejši zbirki poezije slovenskega baroka.  

## Galerija
- Cerkev Marijinega imena
- Notranjost cerkve.